# Резня в Ньюри
Резня в Ньюри (англ. Newry killings) — событие, произошедшее 23 октября 1971 года, в разгар вооружённого конфликта в Северной Ирландии. Скрыто размещённые солдаты Британской армии застрелили троих невооружённых католиков в городе Ньюри.

## Предыстория
Конфликт в северной Ирландии начался в августе 1969 года со схватки за Богсайд и продолжился беспорядками в Белфасте. Для восстановления порядка в зону конфликта были введены войска, но фактически это привело к трёхстороннему вооружённому конфликту между республиканцами, ольстерскими лоялистами и британскими силами правопорядка.
Убийства в Ньюри 23 октября 1971 года стали одним из серии противоречивых инцидентов 1970—1973 годов, в которых британская армия обстреливала и убивала мирных жителей — ирландских католиков-националистов.

## События
Стрельба произошла, когда британские солдаты, скрыто размещённые в наблюдательном пункте на крыше магазина Woolworths, решили, что наблюдают ограбление банка через дорогу, и предположили, что грабители были членами ИРА. Шон Радди (19), Роберт Андерсон (25) и Томас Маклафлин (27) были застрелены. Британская армия заявила, что получила информацию о том, что боевики Временной ИРА собираются заложить бомбу в этом районе. Никто из убитых не был членом какой-либо военизированной группировки, и местные очевидцы утверждают, что мужчины просто ссорились с кем-то внутри банка, а не грабили его, и что армия просто застрелила троих человек, не представлявших серьёзной опасности для солдат или кого-либо ещё в этом районе. Стрельба велась Королевскими зелёными куртками британской армии. В 2011 году Группа исторических расследований (HET) Североирландской полиции опубликовала результаты своего четырёхлетнего расследования происшествия. В отчёте HET был сделан вывод, что убийства были «трагедией, которая не должна была произойти». Однако, в докладе не была дана однозначная оценка действий британской армии. Артур Радди, брат Шона Радди и бывший член националистического совета, сказал, что четырёхлетнее расследование, проведённое Группой исторических расследований, подтвердило мнение семьи, которая всегда утверждала, что убийство 19-летнего подростка было незаконным.

## Последствия
В течение нескольких дней после убийства троих мужчин в Ньюри происходили интенсивные беспорядки со стороны националистического сообщества, при этом люди направляли свой гнев на солдат, бросая в них камни, а в некоторых случаях и бутылки с зажигательной смесью. Во время похорон убитых большинство магазинов в городе закрылись из уважения к погибшим, за исключением банка, где были застрелены мужчины, и местного почтового отделения. В качестве мести за такое поведение в окна в обоих домах были разбиты молодыми людьми, бросавшими в них камни. После этого произошли новые столкновения с местными жителями и армией, в ходе которых армия применила против скорбящих слезоточивый газ и дубинки.
По состоянию на 2023 год, несмотря на усилия членов семей погибших и общественных активистов, Министерство обороны Великобритании так и не признало свою вину в произошедшем.